# Transdev Sachsen-Anhalt

Oude logo tot 2015

Transdev Sachsen-Anhalt GmbH (tot 15 maart 2015 Veolia Verkehr Sachsen-Anhalt GmbH) is een spoorwegonderneming, die sinds december 2005 onder de naam HEX (HarzElbeExpress) het reizigersvervoer exploiteert op de Nordharznetz (noordelijke Harz regio). Transdev Sachsen-Anhalt GmbH is een dochteronderneming van Transdev GmbH en is gevestigd in Halberstadt.

## Geschiedenis
Op 1 juni 2004 werd de Connex Sachsen-Anhalt GmbH in Halberstadt opgericht, nadat Connex de concessie "Nordharz-Netz" in maart had gewonnen. De aanbesteding was uitgeschreven door de deelstaat Saksen-Anhalt.
Op 11 december 2005 begon de exploitatie van de HarzElbeExpress en daarop volgde in 2006 de overname van het busbedrijf "Klesener", die sindsdien onder de naam "SalzlandBus" reed. In februari 2009 werd het busbedrijf weer verkocht.
In 2006 werd Connex Sachsen-Anhalt GmbH hernoemd, net als het moederbedrijf, naar Veolia Verkehr Sachsen-Anhalt GmbH.
Sinds 1 april 2008 werd de verbinding Leipzig - Geithain toegevoegd aan de concessie, welke na een gewonnen aanbesteding van Connex Sachsen overgenomen werd. In december 2008 ging de exploitatie van de lijn over naar de nieuw opgerichte Mitteldeutsche Regiobahn, een merknaam van Transdev Regio Ost.
Sinds 14 december 2014 kregen alle lijnen van de HarzElbeExpress een lijnnummer.
Op 16 maart 2015 werd Veolia Verkehr Sachsen-Anhalt GmbH hernoemd in Transdev Sachsen-Anhalt GmbH, omdat ook het moederbedrijf Veolia dezelfde naamsverandering onderging.

### Incidenten
Op 29 januari 2011 vond er een zwaar spoorwegongeval plaats bij Hordorf, aan de spoorlijn Maagdenburg - Halberstadt. Een goederentrein en een HEX-regionale trein reden frontaal op elkaar waardoor er 10 doden vielen en 23 mensen zwaar gewond raakte.

## Actuele exploitatie
| Serie  | Treinsoort                                  | Route | Bijzonderheden                                 |
| ------ | ------------------------------------------- | --- | ---------------------------------------------- |
| HBX    | HarzBerlinExpress (Transdev Sachsen-Anhalt) | Berlin Ostbahnhof – Berlin Hbf – Potsdam Hbf – Gethin – Burg (Magdeburg) – Magdeburg Hbf – Oschersleben (Bode) – Halberstadt – [ Wernigerode – Vienenburg – Goslar ] / [ Wegeleben – Quedlinburg – Thale Hbf ] | Enkele treinen in het weekend en op feestdagen |
| HEX 4  | HarzElbeExpress (Transdev Sachsen-Anhalt)   | Halle (Saale) Hbf – Könnern – Sandersleben – Aschersleben – Gatersleben – Halberstadt – Wernigerode – Vienenburg – Goslar                                                                                      | Eenmaal per twee uur                           |
| HEX 11 | HarzElbeExpress (Transdev Sachsen-Anhalt)   | Magdeburg Hbf – Oschersleben – Halberstadt – Wegeleben – Quedlinburg – Thale Hbf | Eenmaal per uur                                |
| HEX 21 | HarzElbeExpress (Transdev Sachsen-Anhalt)   | Magdeburg Hbf – Oschersleben – Halberstadt – Wernigerode – Vienenburg – Goslar | Eenmaal per twee uur                           |
| HEX 24 | HarzElbeExpress (Transdev Sachsen-Anhalt)   | Halle (Saale) Hbf – Könnern – Sandersleben – Aschersleben – Gatersleben – Halberstadt | Eenmaal per twee uur                           |
| HEX 31 | HarzElbeExpress (Transdev Sachsen-Anhalt)   | Magdeburg Hbf – Oschersleben – Halberstadt – Blankenburg (Harz) | Eenmaal per twee uur                           |
| HEX 43 | HarzElbeExpress (Transdev Sachsen-Anhalt)   | Magdeburg Hbf – Buckau – Oschersleben (Bode) | Eenmaal per twee uur                           |
| HEX 44 | HarzElbeExpress (Transdev Sachsen-Anhalt)   | Halberstadt – Gatersleben – Aschersleben | Viermaal per dag                               |
| HEX 47 | HarzElbeExpress (Transdev Sachsen-Anhalt)   | Bernburg – Baalberge – Könnern – Halle (Saale) Hbf | Eenmaal per uur                                |

### RE 4 Halle - Halberstadt - Goslar
Sinds december 2015 beëindigde de Nahverkehrsservicegesellschaft Sachsen-Anhalt en het Zweckverband Großraum Braunschweig het gebruik van kantelbaktreinen op de verbinding Halle (Saale) - Goslar, die toen door DB Regio met treinstellen van het type Baureihe 612 werden uitgevoerd. Sindsdien kreeg Transdev de opdracht om ook de lijn RE 4 met LINT 41-treinstellen te exploiteren. De verhoging van reistijd met tien minuten werd voor lief genomen en door een uurfrequentie vervangen door de bestaande (HEX 24) en nieuwe (HEX 4) lijnen te verknopen.

### Harz-Berlin-Express (HBX)

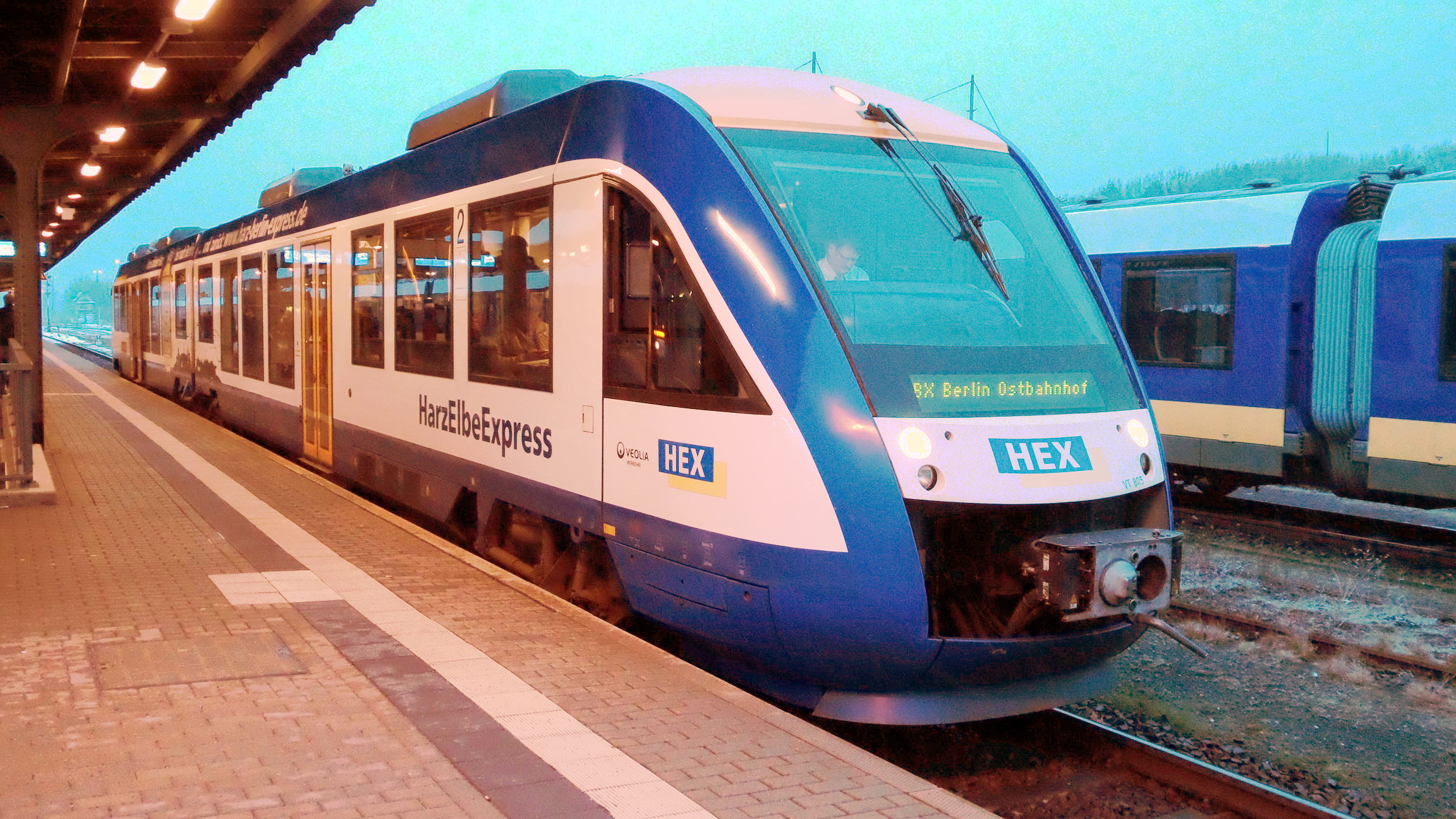
VT 805 als Harz-Berlin-Express in Goslar (2015)

In de weekenden rijdt Transdev Sachsen-Anhalt GmbH onder de naam Harz-Berlin-Express voor plezierreizigers en weekendforenzen enkele treinen van en naar Berlijn, deze verbinding wordt tot HBX afgekort (in de officiële DB-dienstregeling worden alle treinen van en naar Berlijn, die door Transdev Sachsen-Anhalt worden gereden, onder de naam HEX ondergebracht). Elk weekend worden zes ritten aangeboden, drie in de richting van Berlijn (vrijdag-, zaterdag- en zondagavond) en drie in de richting van de Harz (zaterdagmorgen, zondagavond en zondagavond). Er start een treinstel in Thale en een treinstel in Goslar die samen worden gekoppeld in Halberstadt. Vanuit daar rijden beide treinstellen verder via Oschersleben, Maagdenburg, Genthin en Potsdam naar Berlijn, waar het station Berlin Ostbahnhof het eindpunt is (andere tussenstops in Berlijn: Wannsee, Zoo, Hauptbahnhof, Friedrichstraße en Alexanderplatz). In de tegenrichting wordt de trein vanzelfsprekend in Halberstadt gedeeld. Deze verbinding werd vroeger door de Deutsche Bahn geëxploiteerd maar in afspraak met de deelstaat Saksen-Anhalt werd de verbinding op 11 december 2005 door Transdev overgenomen, hierbij worden dieseltreinstellen van het type LINT 41 ingezet. Sinds 9 december 2012 stopt de HBX ook in Berlin Hauptbahnhof. Bij het ingaan van de nieuwe dienstregeling op 14 december 2014 werd de treindienst verlengd van en naar Goslar. Treinkaartjes voor de Harz-Berlin-Express zijn alleen te koop bij de conducteur in de trein.
Buiten Saksen-Anhalt, tussen Genthin en Berlin Ostbahnhof, is de HEX eigenlijk een langeafstandstrein (vergelijkbaar met de InterConnex en de Vogtland-Express), want ten oosten van Genthin (laatste halte in Saksen-Anhalt) geldt de DB-Tarief niet. Voor reizigers wordt van Saksen-Anhalt naar Potsdam en Berlijn (ook omgekeerd) in de HBX een speciaal kaartje aangeboden. Voor ritten ten westen van Genthin (primair in Saksen-Anhalt) geldt in de HBX de normale DB-regiotarief, hier rijdt de HBX als regionale trein in opdracht van de deelstaat Saksen-Anhalt.

### Materieel
De HarzElbeExpress rijdt vooral op niet geëlektrificeerde trajecten. Daarvoor worden dieseltreinstellen ingezet.
Het gaat hierbij om de volgende types:
- 12 tweedelige treinstellen van het type Alstom LHB Coradia LINT 41
- 7 enkeldelige treinstellen van het type Alstom LHB Coradia LINT 27

Al treinstellen zijn door Alstom gebouwd. De treinstellen werden door Veolia Transport aangeschaft, aan CBRail verkocht en van deze weer geleased.

### Treinnamen

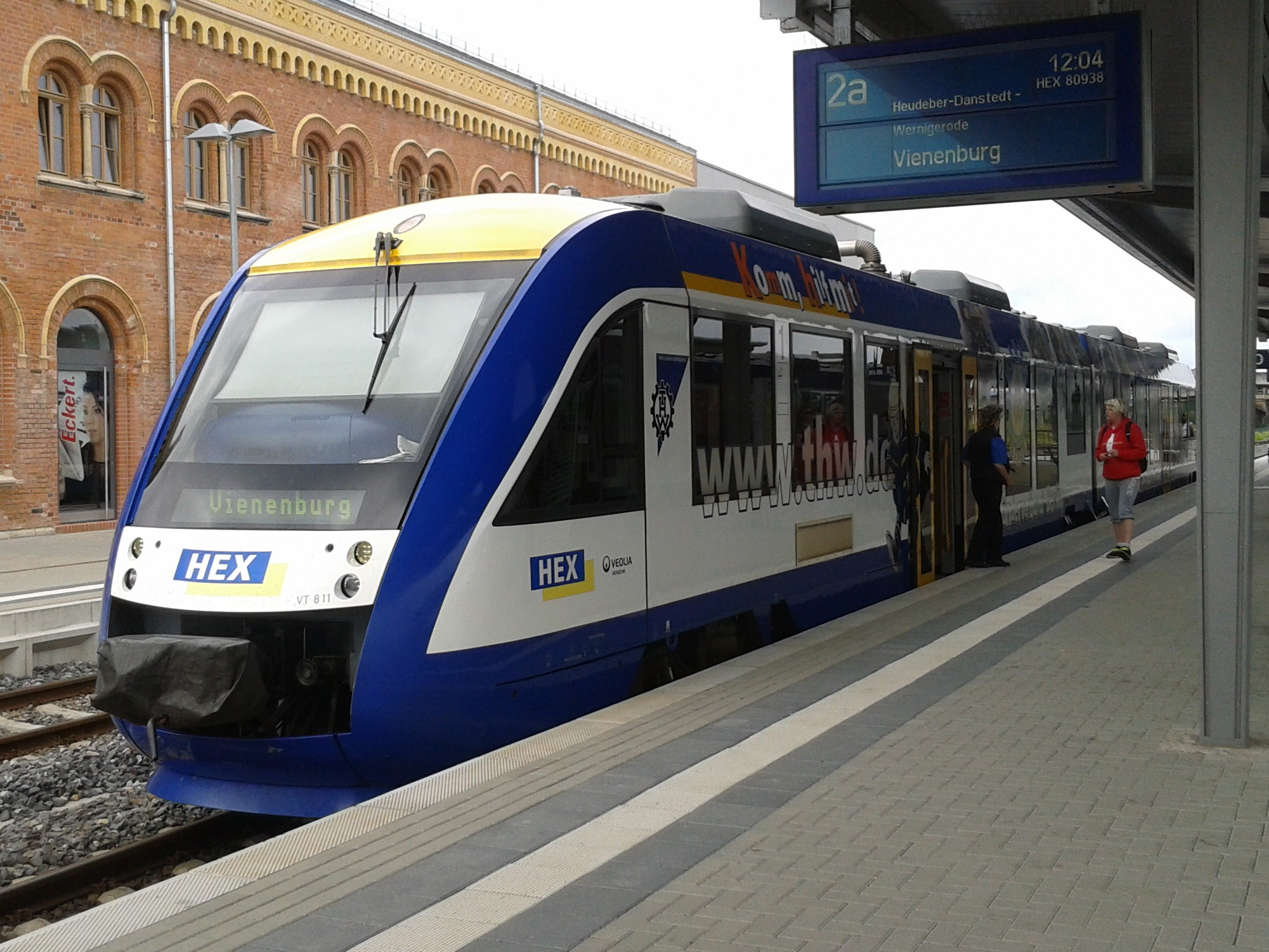
VT 811 "THW Halberstadt"; tegenwoordig hebben de treinstellen het logo van Transdev (2011)

Sinds 11 december 2005 zijn er in totaal elf treinstellen met een regionale bijzonderheden gedoopt:
- Domstadt Halberstadt;
- Thale sagenhaft;
- Altenburg Langenstein;
- Blütenstadt Blankenburg (Harz);
- THW Halberstadt;
- Wernigeröder Brockenexpress;
- Saaletal;
- Landesgartenschau Aschersleben 2010;
- Zoo Halle;
- Georg Friedrich Händel (bij het treinongeluk van Hordorf zwaar beschadigd en gesloopt);
- Das Bodetal. Der Sagenharz.

## Verlies concessie per december 2018
Bij de dienstregeling van 2019 (ingaande in december 2018) verliest Transdev Sachsen-Anhalt de volledige concessie in de Nordharz en daarmee het hele bestaan van het bedrijf. De aanbesteding van de concessie die door de Nahverkehrsservicegesellschaft Sachsen-Anhalt was uitgeschreven werd gewonnen door Abellio Rail Mitteldeutschland. De concessie loopt tot 2032. Net als bij vorige wisselingen van exploitant is het overnemen van het bestaande personeel van Transdev Sachsen-Anhalt geen verplicht onderdeel van de aanbesteding. Abellio kan zelf bepalen of het personeel wordt overgenomen.